# Line Ernlund
Line Ernlund (født Line Skovgaard Ernlund 9. maj 1974 ) er en dansk journalist og studievært. Hun har tidligere været bestyrelsesmedlem i Danske Sportsjournalister i tre år og blev i 2008 kåret som årets kvindelige sportsvært.. Til daglig bor hun sammen med kæresten Christian Laubjerg i København .

## Uddannelse
Line Ernlund er student fra Varde Gymnasium og HF 1993 . Line Ernlund læste herefter jura i 2½ år på Aarhus Universitet, før hun begyndte på Danmarks Journalisthøjskole, hvorfra hun blev uddannet journalist i 2001.

## Arbejde
Har tidligere arbejdet som journalist på TV3’s fodboldprogram Onside og DR Sporten. Fra 2005-2008 arbejdede hun på TV2 Sporten, og i denne periode var hun med til at dække VM 2006 og EM 2008 i fodbold. Hun har desuden arbejdet som journalist på det ugentlige sports magasin LPS. 1. januar 2009 startede hun som vært på TV2 NEWS  hvor hun stadigvæk er tilknyttet, og har her blandt andet bestyret magasinet Presselogen. Fra 2016-2017 redaktionschef og debatredaktør på BT.
Den 3. april 2017 blev hun ansat som pressechef for Liberal Alliance. .